# Shabu-shabu
Le shabu-shabu (しゃぶしゃぶ) est une fondue japonaise,  plus salée que le sukiyaki. Shabu-shabu est l’onomatopée japonaise correspondant au bruit de la viande plongée dans le bouillon chaud. Aujourd'hui, il ne s'agit pas seulement de viande mais aussi de poisson ou de fruit de mer, comme le crabe.

## Préparation
Le shabu-shabu traditionnel utilise seulement de fines tranches de bœuf, mais le porc est parfois aussi utilisé, notamment dans le sud de Kyūshū. La viande est accompagnée de tofu et de légumes comme du poireau japonais ou des champignons shiitake coupés finement. Après avoir mangé la viande et les légumes, on peut ajouter des udon ou d'autres types de nouilles pour finir. 
Les restaurants spécialisés utilisent un bouillon de bœuf et de légumes, mais un bouillon d’algues konbu est également courant. 
Le récipient traditionnel est une marmite (nabe) en terre cuite, installée au milieu de la table. Plus simplement, une grande casserole posée sur un réchaud ou un appareil électrique peut se trouver dans les ménages ou dans certains restaurants.
Les ingrédients sont plongés dans le bouillon en ébullition puis trempés dans deux sauces froides. L’une, le gomadare, parfumée au sésame, est obtenue en mélangeant la sauce de soja au sésame finement broyé. L’autre, le ponzu, est un mélange de jus de yuzu ou d’orange amère à la sauce de soja.

## Histoire
Il y a deux histoires supposées : le shabu-shabu, originaire de Mizutaki qui est l'une des fondues japonaises populaires à la maison, est basé sur le bouillon Konbu ou juste l'eau comme le nom. L'autre est d'origine mongole, variante de la fondue mongole, il s’agit d’une recette pékinoise de l’époque de la dynastie Yuan, lorsque la Chine était sous le joug de l'empire mongol, le shuan yangrou (涮羊肉, « viande de mouton trempée dans l'eau bouillante »), utilisant des tranches fines de mouton.
En 1952, un restaurant d’Osaka, le Suehiro, importa ce plat en l'adaptant au goût japonais. Le mouton n’étant pas très courant au Japon, il a donc été remplacé par le bœuf, très apprécié des Japonais, surtout celui de Kobe.
Trois ans plus tard, un restaurant tokyoïte, le Zakuro, se mit à servir le shabu-shabu. Rapidement, ce plat devint populaire dans tout le Japon.